# لياندرو أمارو
لياندرو أمارو (بالبرتغالية: Leandro Amaro‏) هو لاعب كرة قدم برازيلي، ولد في 19 يونيو 1986 في كامبيناس في البرازيل. لعب مع أتلتيكو غويانيينسي ونادي أفاي لكرة القدم ونادي أيه بي سي ونادي بالميراس ونادي شابيكوينسي ونادي كروزيرو.

## وصلات خارجية
- لياندرو أمارو على موقع قاعدة بيانات كرة القدم.إي يو (الإنجليزية)
- لياندرو أمارو على موقع Soccerway.com (الإنجليزية)